# 过硝酸
过硝酸，又称过氧硝酸，化学式为HNO4（或者HOONO2）是一种不稳定具有爆炸性的晶体，亦有極強的氧化性，強過高氯酸，但還是不能溶解玻璃，N2O5与H2O2反应除形成HNO3还形成过硝酸。目前还没有制得它的盐，不过已知无固体盐。即使在-30°C下它也能猛烈分解，并发生爆炸。